# Cleptomyia bacillifera
Cleptomyia bacillifera är en tvåvingeart som beskrevs av Carrera 1949. Cleptomyia bacillifera ingår i släktet Cleptomyia och familjen rovflugor. Inga underarter finns listade i Catalogue of Life.